# Подлугови
Подлугови су насељено мјесто у Босни и Херцеговини, у општини Илијаш, које административно припада Федерацији Босне и Херцеговине. Према попису становништва из 2013. у насељу је живјело 1.228 становника.

## Географија
Село се налази у централно-источном делу земље, на источној периферији Федерације Босне и Херцеговине, на северу Сарајевског кантона. Налази се на путу Р 445 који повезује Илијаш у Кантону Сарајево са градом Високо у Зеничко-добојском кантону. У непосредној близини села, са западне стране, налази се аутопут А1, који је део европске руте Е73. Подлугови се налазе око 1,5 км северно од општине Илијаш и око 20 км северозападно од Сарајева, на железничкој прузи Илијаш - Високо.
Са југа село окружује река Босна - најдужа река која у потпуности тече у Босни. Најближа суседна насења су Соврле на северу Подлугова, Мраково на истоку, Балибеговићи на западу и Илијаш на југу.
Према физичко-географској регионализацији Европе и универзалној децималној класификацији, уведеној 1971. године, село се налази у мегарегији Балканског полуострва, у подножју Динарских планина.

## Историја
Подлугови су од 1992. до фебруара 1996. припадали Републици Српској, након чега су ушли у састав Федерације БиХ. Српско становништво се у фебруару 1996. из безбједносних разлога раселило широм Републике Српске.

## Занимљивости
Једна од пјесама Здравка Чолића са албума Шта ми радиш носи назив Станица Подлугови.

## Становништво
| Националност       | 1991. | 1981. | 1971. | 1961. |
| Срби               | 1.185 | 1.346 | 1.215 |       |
| Хрвати             | 123   | 189   | 151   |       |
| Муслимани          | 70    | 68    | 63    |       |
| Југословени        | 50    | 106   | 16    |       |
| Црногорци          |       | 6     | 11    |       |
| Македонци          |       | 3     |       |       |
| Словенци           |       | 3     | 1     |       |
| Албанци            |       | 3     | 6     |       |
| остали и непознато | 20    | 15    | 3     |       |
| Укупно             | 1.448 | 1.739 | 1.466 | '     |

| Демографија | Демографија | Демографија |
| Година      | Становника  | Становника  |
| ----------- | ----------- | ----------- |
| 1961.       | 877         |             |
| 1971.       | 1.466       |             |
| 1981.       | 1.739       |             |
| 1991.       | 1.448       |             |
| 2013.       | 1.228       |             |

## Знамените личности
- Коста Крајшумовић (Подлугови 1892 — САД, послије 1946), српски политичар, новинар и учитељ